# ヘシェリ氏 (ドゥイェンゲ地方)
ドゥイェンゲ地方へシェリ氏 (満文：ᡩᡠᠶᡝᠩᡤᡝ
ᠪᠠ ᡳ
ᡥᡝᡧᡝᡵᡳ
ᡥᠠᠯᠠ, 転写：duyengge ba i hešeri hala, 漢文：都英額地方赫舍里氏) は、満姓ヘシェリ氏の内、ドゥイェンゲ地方に代々暮らした一派。康熙初期の四大臣の一人ソニン、康熙帝正室孝誠仁皇后、康熙朝後期の影の権力者ソンゴトゥなどを輩出したことで知られる。また、満洲文字の生みの親の一人エルデニは、元はナラ氏であったが、後にヘシェリ姓を下賜され、ヘシェリ氏となった。この一派は概して満・漢・蒙の三言語に通暁していたことから、ヌルハチに文官として重用された。

## 八旗滿洲氏族通譜
＊　以下の系図は基本的に『八旗滿洲氏族通譜』巻9に拠り、その外の文献に拠ったところ、及び特記事項にのみ脚註を附した。尚、丸括弧 (　) 内の人名は、漢文表記は同巻漢文版に、満洲語の転写表記は同巻満文版に拠った。また、人物名は基本的に仮名で表記したが、満洲語の発音を仮名で忠実に再現することは不可能である為、あくまでも参考にとどめる。
-----
系図
ムフル (穆瑚禄muhülu)：都督。ドゥイェンゲ地方から後に白河、ハダ･グルンへ遷居。
- 長子・瑚新布禄
- 次子・丹楚
- 三子・達柱
- 四子・岱音布禄
- 五子・阿音布禄
- 六子・拖靈阿
- 七子・テヘネ (特赫訥tehene)：ムフル第七子。
  - 孫・瑚什穆巴顔：テヘネ第三子。
    - 曾孫・ショセ (碩色šose)：テヘネ孫。正黄旗人。
    - 曾孫・ヒフェ (希福hife)：ショセ弟。正黄旗人。
- 八子・噶爾柱費揚古

### ショセ･バクシの後裔
アイシン･グルン (後金) の成立初期、ショセ (碩色šose) はドゥイェンゲ (都英額duingge) 地方から弟ヒフェ (希福hife) らを連れて清太祖ヌルハチに帰順した。満文、漢文、蒙文いづれにも通暁していたショセは、ヌルハチよりバクシの称号を賜り、文館勤務を命じられた。
子ソニン (索尼sonin) もまた三言語に通暁していた為、父ショセ同様にバクシの称号を賜わった。ソニンは、清太宗ホンタイジの六部設置に際して啓心郎に任命され、業績が評価されて騎都尉 (正四品) の世襲職を賜わった。更にフルン･グルン (海西女直) 討伐、対明抗戦、チャハル部討伐などで活躍し、二等子爵 (正一品) に昇叙された。その後、反目する摂政王ドルゴンにより冷遇されたが、世祖順治帝が親政を開始すると二等子爵に復叙され、のち更に一等伯爵 (超品) に昇叙された。その後も要職を歴任し、順治帝崩御に際してはまだ幼年であった聖祖康熙帝の輔政大臣に任命され、追加で一等公 (超品) に叙爵された。
ソニンの長子ガブラ (噶布喇gabula) は、娘・孝誠仁皇后の「逆」七光により一等公に叙爵され、太子少保の称号を賜わった。ガブラ死後、その長子チャンタイ (常泰cangtai) が一等公爵を承襲したが、後に剥奪された。
ソニン死後、その一等伯の爵位は第五子シンイュ?(心裕sinioi?) が承襲し、一等公の爵位は第六子ファボォ (法保faboo) が承襲した。ファボォは後に剥奪されたが、五兄シンイュ?が死去したことに伴いその一等伯爵の承襲が認められた。ファボォの死後、その長子ファルサ (法爾薩farsa) が一等伯爵を承襲した。
後に世宗雍正帝はチャンタイの一等公爵をその族甥のルンブ (綸布lumbu) に承襲させたが、こちらも結局剥奪され、ルンブの叔父ダルマ (達爾馬darma) が承襲した。ダルマ死後はその兄ファルサ (ファボォ長子) が承襲し、ファルサの一等伯爵はその弟のリンデ (靈德lingde) が承襲した。

#### 系図
ショセ (碩色šose)：テヘネ孫。バクシ。
- 子・ソニン (索尼sonin)：バクシ。頭等侍衛、啓心郎、内大臣兼内務府総管、輔政大臣を歴任。
  - 孫・ガブラ (噶布喇gabula)：ソニン長子。領侍衛内大臣兼佐領[注 1]。
    - 曾孫・チャンタイ (常泰cangtai)：ガブラ長子。領侍衛内大臣。
    - 曾孫名不詳：孝誠仁皇后：聖祖康熙帝正室。
      - 玄孫・胤礽：康熙帝皇太子、後に廃位。[4][5]

  - 孫・ガルジュ (噶爾柱galju)：ショセ孫。ソニン次子?。[6]二等侍衛。
  - 孫・ソンゴトゥ (索額圖songgotu)：ショセ孫。ソニン第三子?。[6][7][8]領侍衛内大臣、保和殿大学士兼戸部尚書。太子太傅。後免黜。
  - 孫・コルコン (科爾坤korkon)：ショセ孫。ソニン第四子?。[6]頭等侍衛侍衛班領。
  - 孫・シンイュ?(心裕sinioi?)：ソニン第五子。領侍衛内大臣。
  - 孫・ファボォ (法保faboo)：ソニン第六子。
    - 曾孫・ファルサ (法爾薩farsa)：ファボォ長子。ダルマ兄。散秩大臣。
      - 玄孫・ルムブ (綸布lumbu)：ダルマ甥 (ファルサの子?[注 2])。

    - 曾孫・リンデ (靈德lingde)：ファルサの弟。散秩大臣兼佐領。
    - 曾孫・ダルマ (達爾馬darma)：ルムブ叔父。
- 子不詳
  - 孫父不詳
    - 曾孫父不詳・ゲルフィェン (葛爾芬gelfiyen)：詹事府詹事。
    - 曾孫父不詳・チャンガン (長安canggan)：郎中。
    - 曾孫父不詳・ガハ (噶哈gaha)：二等侍衛。
    - 曾孫父不詳・チャンハイ (長海canghai)：佐領。
    - 曾孫父不詳・シェンデ (勝德šengde)：佐領。
    - 曾孫父不詳・ハルサ (哈爾薩harsa)：佐領。
    - 曾孫父不詳・ジュヒャン (珠顯juhiyan)：佐領。
    - 曾孫父不詳・アルギシャン (阿爾吉善algišan)：佐領。
    - 曾孫父不詳・ミンデ (明德mingde)：佐領。
    - 曾孫父不詳・セルギン (色爾金selgin)：三等侍衛。
    - 曾孫父不詳・マハダ (馬哈達mahada)：ビトヘシ。
    - 曾孫父不詳・トヒャン (托賢tohiyan)：進士。
    - 曾孫父不詳・ヒョォヒャン (傚賢hiyoohiyan)：挙人。
      - 玄孫父不詳・ジェルケン (哲爾肯jelken)：頭等侍衛。
      - 玄孫父不詳・チャダイ (察代cadai)：参領兼佐領。
      - 玄孫父不詳・ファクジン (法克進fakjin)：三等侍衛。
      - 玄孫父不詳・リンショ (靈秀lingsio)：員外郎。
      - 玄孫父不詳・ファルング (法隆武falonggü?)：五品廕生。
      - 玄孫父不詳・ファジンタイ (法進泰fajintai)：五品廕生。
      - 玄孫父不詳・ケシンゲ (克升額kesingge)：七品官。
      - 玄孫父不詳・リンジュ (靈柱lingju)：ビトヘシ。
      - 玄孫父不詳・ミンルン (明倫minglun)：準ビトヘシ[注 3]。
        - 来孫父不詳・シリン (石靈šiling)：治儀正[注 4]。

### ヒフェ･バクシの後裔
ショセの弟ヒフェは、兄ショセ同様に満文、漢文、蒙文いづれにも通暁していたことから、清太祖ヌルハチにより諸職に起用され、後に文館専任となり、バクシの称号と佐領ニルイ･ジャンギンの世襲職を賜わった。ホルチン討伐、対明抗戦、董䕫トン･クイ蒙古征討で功績をあげ、三等軽車都尉の世襲職を賜わった。文館が内三院に改編されると、大学士に任命され、遼・金・元三史纂修の総裁に選任された。順治元年 (1644) に免黜されニルも剥奪されたが、順治親政の開始に伴いニルと一等軽車都尉の世襲職が恢復され、さらに数度の恩賞で三等子に昇叙されて、議政大臣に任命された。
ヒフェ死後は、長子キタテ?(奇他特kitate?)、孫フィヤング (費揚古fiyanggü)、曾孫ライシャン (來仙laisiyan)が相継いで三等子爵を承襲し、ライシャン死後はその弟ウェンイュ?(雯蔚wenioi?)が承襲した。

#### 系図
ヒフェ (希福hife)：ショセ弟。バクシ。
- 子・キタテ?(奇他特kitate?)：ヒフェ長子。
  - 孫・フィヤング (費揚古fiyanggü)。
    - 曾孫・ライシャン (來仙laisiyan)。
    - 曾孫・ウェンイュ?(雯蔚wenioi?)：ライシャン弟。
- 子・スワヤムボォ (帥顔保suwayamboo)：ヒフェ次子。内院学士、漕運総督、礼部尚書。
  - 孫・ヘ-イ (赫弈he-i)：スワヤムボォ子。工部尚書、内務府総管。
    - 曾孫・トゥナン(圖南tunan)：ヘ-イ子。郎中。
    - 曾孫・フイジュン (慧中hüijung)：ヘ-イ子。給事中。
    - 曾孫・スンシャウ (嵩夀sungšeo)：ヘ-イ子。大理寺卿。
    - 曾孫・ジョォミン (肇敏joomin)：ヘ-イ子。翰林院侍講。
- 子・ウェイヘ (威赫weihe)：ヒフェ第三子。二等侍衛。
  - 孫・フォボォ (佛保foboo)：ウェイヘ子。郎中。
- 子不詳
  - 孫父不詳
    - 曾孫父不詳・スゲ (四格syge)：監生。
    - 曾孫父不詳・ジュンハイ (中海junghai)：ビトヘシ。
    - 曾孫父不詳・イュ-ハイ(玉海ioi-hai)：ビトヘシ。
      - 玄孫父不詳・シミン (襲明siming)：候補主事。
      - 玄孫父不詳・シュイリン (瑞苓šuiling)：生員。
      - 玄孫父不詳・ナチン (那秦nacin)：護軍校。
      - 玄孫父不詳・スダセ (四達色sydase)：驍騎校。
      - 玄孫父不詳・フボォ (福保fuboo)：驍騎校。

### エルデニ･バクシの後裔
エルデニ (額爾德尼erdeni) は元々、ドゥイェンゲ地方に代々居住したナラ氏の一族であった。アイシン･グルン (後金) 初期に清太祖ヌルハチに帰順して正黄旗に編入され、後、太宗ホンタイジの勅旨でショセの一族に編入されて、「ヘシェリ」姓を下賜された。
エルデニもショセやヒフェらと同様に、満・漢・蒙の三言語に通じ、ヌルハチの時代には文官として従軍した。漢人や蒙古人の居住地では現地の言葉でヌルハチの勅旨を宣読し、投降を招来することができたため、副将 (正二品) の世襲職を賜わった。ヌルハチが蒙古文字を基に満洲文字を創成することを計画すると、エルデニと噶葢･扎爾固齊ガガイ･ジャルグチ (イルゲン･ギョロ氏) に白羽の矢が立ち、満洲族の国字として満洲文字の創成を成し遂げた。その後免黜されたが、その功績を追想した世祖順治帝により、ダハイとともに文成と諡号された。

#### 系図
エルデニ (額爾德尼erdeni)：バクシ。
- 子・サハリャン (薩哈連sahaliyan)：冠軍使。
  - 孫父不詳・サハダ (薩哈達sahada)：頭等侍衛侍衛班領。
    - 曾孫父不詳・イリンガ (伊靈阿ilingga)：通政使司知事。
    - 曾孫父不詳・マムピ (滿丕mampi)：ビトヘシ。
      - 玄孫父不詳・ヒンサン (興山hingsan)：護軍校。

## 脚註

### 典拠
1. ↑  磯部淳史「順治朝における側近集団の一考察 －内三院・内閣、十三衙門を中心に－ 」　file:///C:/Users/1/Downloads/eah_35_isobe%20(1).pdf
2. ↑  “都英額地方赫舍里氏”. 八旗滿洲氏族通譜. 9
3. 1 2 3 4 5  “都英額地方赫舍里氏 (碩色巴克什)”. 八旗滿洲氏族通譜. 9
4. ↑  “列傳1 (孝誠仁皇后)”. 清史稿. 214
5. ↑  “列傳7 (理密親王允礽)”. 清史稿. 220
6. 1 2 3  “都英額地方赫舍里氏”. 八旗滿洲氏族通譜. 9. "又碩色ショセ巴克什バクシ之孫・噶爾柱ガルジュ原任二等侍衛。索額圖ソンゴトゥ原任領侍衛内大臣……。科爾坤コルコン原任頭等侍衛……。曾孫……"
7. ↑  “列傳36 (索尼)”. 清史稿. 249. "第三子索額圖，自有傳。"
8. ↑  “列傳56 (索額圖)”. 清史稿. 269. "……索尼第二子。"
9. ↑  “侄([異]姪)”. 超級クラウン中日辞典. 三省堂. "❷(侄儿)同世代の男性親族の息子。友人の息子。"
10. ↑  “ᠪᠠ ᠪᡝ ᠠᠯᡳᠶᠠᡵᠠ ᠪᡳᡨᡥᡝᠰᡳ (ba be aliyara bithesi)”. 满汉大辞典. "候补笔帖式。"
11. ↑  “ᡶᠠᡳᡩᠠᠨ ᠪᡝ ᡩᠠᠰᠠᡵᠠ ᡥᠠᡶᠠᠨ (faidan be dasara hafan)”. 满汉大辞典. "〈官〉治仪正，銮仪卫分掌阵设仪仗官名，秩五品。"
12. 1 2  “都英額地方赫舍里氏 (希福巴克什)”. 八旗滿洲氏族通譜. 9
13. 1 2  “都英額地方赫舍里氏 (額爾徳尼巴克什)”. 八旗滿洲氏族通譜. 9

### 註釈
1. ↑  参考：官職としての「佐領」はここではすべて「nirui janggin」。ニルは本来、八旗制度の根幹を成す複数名を一組とする基底集団を指し、その長を「niru(ニル) i(の) ejen(長官)」と呼んだ。「ejen」は後に「janggin」("将軍"の音訳) と改称され、これの漢訳として「佐領」が定着したが、集団を指す「ニル」にも「佐領」の漢訳があてられた。
2. ↑  参考：『八旗滿洲氏族通譜』巻9「索尼ソニン之長子・噶布喇ガブラ……卒。其長子・常泰ツァンタイ承襲一等公。……世宗憲皇帝……令常泰ツァンタイ之姪・綸布ルムブ承襲。縁事革退。其叔・達爾馬ダルマ承襲。卒。其兄・法爾薩ファルサ承襲。……」に拠れば、ルムブはソニン長子ガブラの長子ツァンタイの「姪」であると同時に、ソニン第六子ファボォの長子・ファルサの弟ダルマの「姪」でもある。しかしこれでは、日本語の習慣上、ガブラとファボォがともにルムブの祖父ということになってしまう。日本語の習慣では「姪」を兄弟姉妹の娘、「甥」を兄弟姉妹の息子とする為、辻褄が合わないが、中国語では「姪」を兄弟の子 (同姓)、「甥」を姉妹の子 (異姓) とし、[9]特に古くは必ずしも実兄弟の子とは限らず、同族内で同姓の「姪世代」の子をも指す為、ここではルムブをガブラの孫ではなく、ファボォの孫とした。
3. ↑  参考：満文原文「babe aliyara bithesi」。"ba"は場所、位置、転じて位の意。"be"は格助詞「を」に相当。動詞"aliya-mbi"は待つ意で、その活用形"aliya-ra"の"ra"は日本語古語の推量助動詞「む」に相当。従って、欠員充当候補の意。[10]
4. ↑  参考：満文原文「ᡶᠠᡳᡩᠠᠨ ᠪᡝ ᡩᠠᡧᠠᡵᠠ ᡥᠠᡶᠠᠨ faidan be dašara hafan」。鑾儀衛所属の儀仗を扱う官吏。[11]
5. ↑  参考：満文原文「ᠠᠮᠪᠠ ᠴᠣᠣᡥᠠ ᡨᡠᠩ ᡴᡠᡳ ᠪᡝ ᡩᠠᡳᠯᠠᠨᠠᡥᠠ ᠮᡠᡩᠠᠨ ᡩᡝ (amba cooha tung kui be dailana-ha mudan de)」。"amba cooha"は大兵。"be"は格助詞「を」に相当。"dailana-mbi"は征討する意の動詞で、"-ha"は完了態を表す連体形活用語尾。"mudan"は「〜回/度」などに相当する数量詞。"de"は格助詞「に」に相当。全体として、「大兵tung kuiを討ちぬるそのほどに」の意。"tung kui"は漢文版に「董䕫dǒng kuí」(英字は拼音表記) と記され、蒙古の一種のようだが、詳細不明。

## 文献

### 史書
- 愛新覚羅･弘昼, 西林覚羅･鄂尔泰, 富察･福敏, (舒穆祿氏)徐元夢『八旗滿洲氏族通譜』四庫全書, 1744 (漢文)
- 『ᠵᠠᡴᡡᠨ ᡤᡡᠰᠠᡳ ᠮᠠᠨᠵᡠᠰᠠᡳ ᠮᡠᡴᡡᠨ ᡥᠠᠯᠠ ᠪᡝ ᡠᡥᡝᡵᡳ ᡝᠵᡝᡥᡝ ᠪᡳᡨᡥᡝ』(Jakūn gūsai Manjusai mukūn hala be uheri ejehe bithe：八旗滿洲氏族通譜) 四庫全書, 1745 (満文) ＊東京大学アジア研究図書館デジタルコレクション
- 趙爾巽, 他100余名『清史稿』清史館, 民国17年(1928) (漢) ＊中華書局版

### 工具書
- 安双成『满汉大辞典』遼寧民族出版社, 1993 (中文) ＊モンゴル諸語と満洲文語の資料検索システム

### Web
- 栗林均「モンゴル諸語と満洲文語の資料検索システム」東北大学